# Kerguelenella stewartiana
Kerguelenella stewartiana är en snäckart som först beskrevs av Powell 1939.  Kerguelenella stewartiana ingår i släktet Kerguelenella och familjen Siphonariidae. Inga underarter finns listade i Catalogue of Life.